# Оєгат (Вашингтон)
Оєгат (англ. Oyehut) — переписна місцевість (CDP) в США, в окрузі Ґрейс-Гарбор штату Вашингтон. Населення — 79 осіб (2020).

## Географія
Оєгат розташований за координатами 47°1′18″ пн. ш. 124°9′49″ зх. д. / 47.02167° пн. ш. 124.16361° зх. д. (47.021804, -124.163545).  За даними Бюро перепису населення США в 2010 році переписна місцевість мала площу 1,59 км², з яких 1,55 км² — суходіл та 0,03 км² — водойми.

## Демографія
Згідно з переписом 2010 року, у переписній місцевості мешкало 85 осіб у 40 домогосподарствах у складі 25 родин. Густота населення становила 54 особи/км².  Було 111 помешкання (70/км²).
Расовий склад населення:
| - 92,9 % — білих - 2,4 % — азіатів - 1,2 % — корінних американців |

До двох чи більше рас належало 3,5 %. Частка іспаномовних становила 4,7 % від усіх жителів.
За віковим діапазоном населення розподілялося таким чином: 15,3 % — особи молодші 18 років, 49,4 % — особи у віці 18—64 років, 35,3 % — особи у віці 65 років та старші. Медіана віку мешканця становила 57,3 року. На 100 осіб жіночої статі у переписній місцевості припадало 129,7 чоловіків;  на 100 жінок у віці від 18 років та старших — 111,8 чоловіків також старших 18 років.
Цивільне працевлаштоване населення становило 0 осіб. 